# Metagrid
Metagrid ist eine Plattform für die Online-Vernetzung von geisteswissenschaftlichen Ressourcen.

## Angebot und Organisation
Metagrid ermöglicht die automatische oder manuelle Verlinkung zwischen identischen Entitäten (z. B. Personen, Körperschaften oder geographische Orte) von verschiedenen Websites oder Datenbanken. 
Gemäss Marie-Christine Doffey, Direktorin der Schweizerischen Nationalbibliothek, ist Metagrid „ein stabiles Verlinkungstool, welches für die teilnehmenden Projekte ohne viel Aufwand zu bewirtschaften ist. Es erlaubt (...) einfach und auf direktem Weg zu weiterführender Literatur, lexikalischer Information, Bildern oder anderen Quellen zu einer Person zu gelangen.“ So verlinkt beispielsweise der Eintrag zu Albert Einstein in Metagrid auf folgende Plattformen (Stand 2017): 
- GND (Gemeinsame Normdatei)
- Lonsea (League of Nations search engine)[3]
- Wikipedia (englische Ausgabe)
- VIAF (Virtual International Authority File)
- Elites suisses[4]
- Dodis (Diplomatische Dokumente der Schweiz)
- HLS (Historisches Lexikon der Schweiz)
- BSG (Bibliographie der Schweizergeschichte)

Die weiterführenden Links von Metagrid können ohne viel Aufwand in andere Websites eingebaut werden.
Metagrid ist ein Projekt der Schweizerischen Akademie der Geistes- und Sozialwissenschaften (SAGW), umgesetzt von den Diplomatischen Dokumenten der Schweiz (Dodis) mit der Unterstützung des Historischen Lexikons der Schweiz (HLS). Es wurde 2015 gestartet und nimmt laufend neue Partner auf.

## Technik
Metagrid basiert auf einem Webservice, in dem die eindeutige ID der Entität (Person, Organisation usw.) verzeichnet wird. Bei einer Übereinstimmung werden die entsprechenden Entitäts-IDs der teilnehmenden Projekte zusammengeführt. So kann verhindert werden, dass aufgrund von Änderungen in den URLs die Verlinkungen ins Leere laufen. Metagrid kann mithilfe eines Widgets in eine Website integriert werden. Dazu sind lediglich zwei Zeilen HTML-Code nötig.